# 128586 Jeremias
128586 Jeremias este un asteroid din centura principală de asteroizi.

## Descriere
128586 Jeremias este un asteroid din centura principală de asteroizi. A fost descoperit pe 16 august 2004 la Altschwendt de Wolfgang Ries. Asteroidul prezintă o orbită caracterizată de o semiaxă mare de 3,16 ua, o excentricitate de 0,10 și o înclinație de 14,8° în raport cu ecliptica.